# 955
955 је била проста година.

## Догађаји
- Пролеће – Мађарска војска предвођена Булчуом прелази Рајну. Он логорује у Вормсу у престоници свог савезника Конрада Црвеног, војводе од Лорене. Булчу креће на запад, нападајући власт краља Отона I, прелазећи реке Мозел и Мас.
- 6–10. април – Мађари опседају Камбре и спаљују његова предграђа, али нису у могућности да освоје град. Једног Булчуовог рођака убијају браниоци, који одбијају да његово тело предају Мађарима. За освету убијају све своје заробљенике.
- Мађари пљачкају регије Хесбаие и Карбонариа (данашња Белгија). Они пљачкају и спаљују манастир Светог Ламберта из Еноа, манастир Мурсел, пљачкају градове Гемблоук и Турне.
- Лето – Мађари пљачкају околину Лаона, Ремса, Шалона, Меца и Горзеа. Након тога се враћају у Бургундију. У Прованси, Мађари се боре са Маврима из муслиманске енклаве Фраксинет.
- 10. август — У бици на Лешком пољу, цар Светог римског царства Отон I је поразио Мађаре, окончавши педесетогодишњу мађарску инвазију у средњој Европи.
- 10. септембар – Краљ Луј IV умире након несреће у лову (у близини његове палате у Корбенију). Наследио га је његов 13-годишњи син Лотар Француски под старатељством Ига Великог, грофа од Париза.
- 12. новембар – Лотара Француског крунише Арталд, надбискуп Ремса, у опатији Сен Реми за краља Западнофраначког краљевства. Његова мајка, краљица Герберга од Саксоније, поставља Ига Великог за регента.
- 23. новембар — Енглески краљ Едред умире; наслеђује га петнаестогодишњи братанац Едви.
- Зима – На скупштини у Ауерстедту који је окупио Отон I, његов син Лиудолф (војвода од Швапске) и Конрад Црвени потчињавају се Отоновој власти. Они су лишени својих војводстава, али неколико побуњених племића наставља да пружа отпор.
- Краљ Ерик I (Крвава секира) је убијен у Стејнмору што је омогућило краљу Едреду да поврати Јорк, поново уједињујући Нортумбрију са остатком Енглеске. Високи Рив Осулф I од Бамбурга именован је за елдормана („грофа“) Нортамбрије.
- Краљ Малколм I погинуо је у борби против Северњака после 11-годишње владавине. Наследио га је Индулф, син покојног краља Константина II, на месту владара Албе (Шкотска).
- Војвода Алберик II, принцепс и владар Рима, умире после 22-годишње владавине. На самрти он именује свог сина Октавијана за свог наследника.
- Себорга (данашња Лигурија) је под јурисдикцијом бенедиктинских монаха из Санто Онората од Лерина.

## Рођења
- Отон II, немачки краљ (у. 983)

## Смрти
- 1. новембар — Хајнрих I, војвода Баварске
- 8. новембар — Агапит II, римски папа (р. 905)
- 23. новембар — Едред, краљ Енглеске (р. 923)